# كينجي ناكاغامي
كينجي ناكاغامي (باليابانية: 中上健次)‏ (2 أغسطس 1946 في شينغو، واكاياما - 12 أغسطس 1992 في ناتشيكاتسورا) شاعر، وروائي، وكاتب، وناقد أدبي من اليابان.

## الجوائز
- جائزة أكوتاغاوا[8]

## روابط خارجية
- كينجي ناكاغامي على موقع الموسوعة البريطانية (الإنجليزية)